# جنیفر تیسدل
جنیفر تیسدل (انگلیسی: Jennifer Tisdale؛ زادهٔ ۱۸ سپتامبر ۱۹۸۱) یک هنرپیشه و مانکن اهل ایالات متحده آمریکا است. وی از سال ۲۰۰۰ میلادی تاکنون مشغول فعالیت بوده‌است.